# Хулубешть (Димбовіца)
Хулубешть, Хулубешті (рум. Hulubești) — село у повіті Димбовіца в Румунії. Адміністративний центр комуни Хулубешть.
Село розташоване на відстані 80 км на північний захід від Бухареста, 18 км на південний захід від Тирговіште, 127 км на північний схід від Крайови, 94 км на південь від Брашова.

## Населення
За даними перепису населення 2002 року у селі проживали 906 осіб, усі — румуни. Усі жителі села рідною мовою назвали румунську.